# Clitus

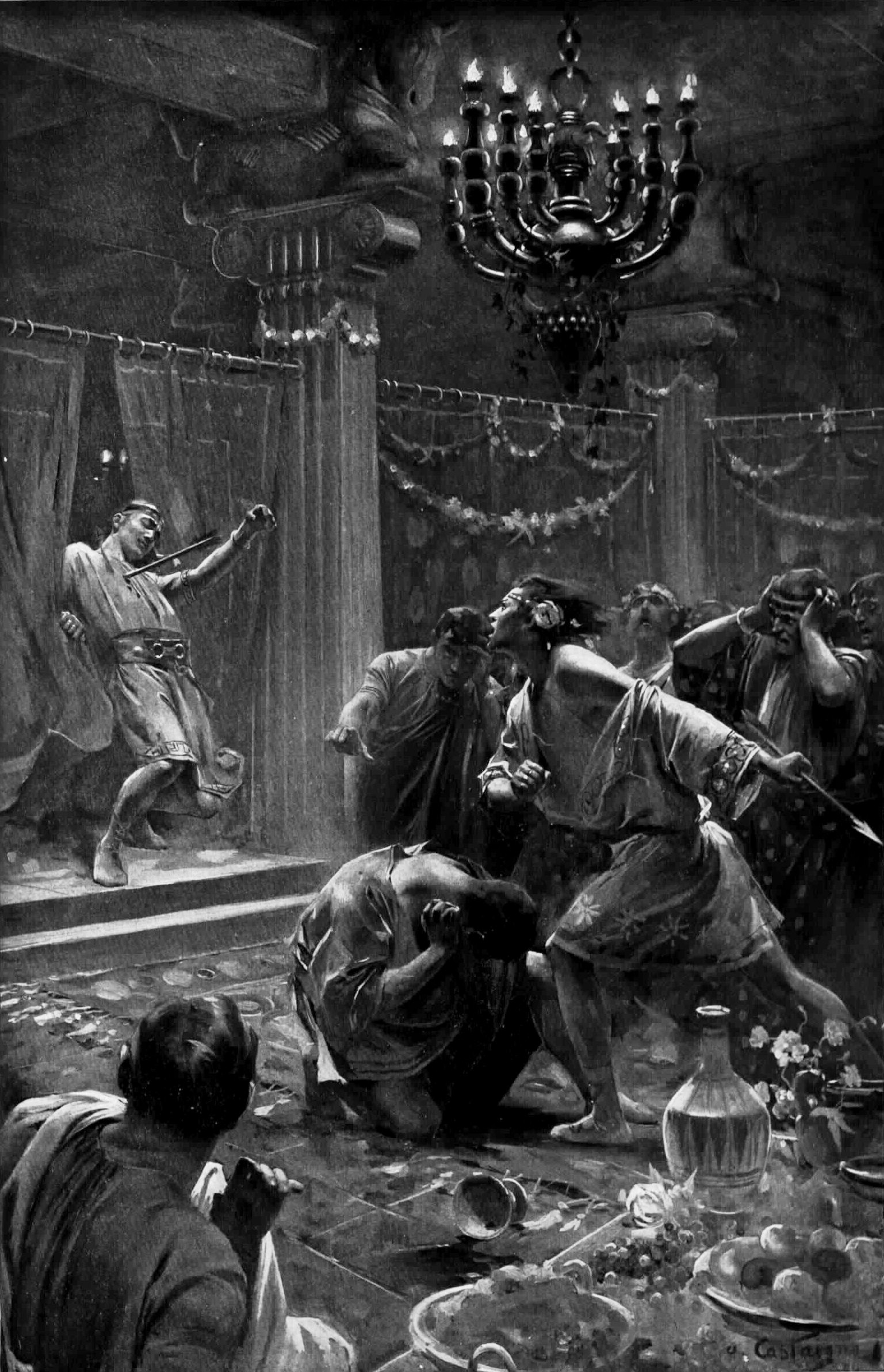
Alexander doodt Clitus de Zwarte met een werpspeer, gravure van André Castaigne (1899)

Clitus, Kleitos of Cleitus de Zwarte (Grieks Κλεῖτος ὁ Μέλας) (ca. 375 v.Chr. - Samarkand, 328 v.Chr.) was een generaal van Alexander de Grote. Hiervoor vocht hij voor diens vader Philippus II van Macedonië. Het leven van Cleitus wordt gekenmerkt door zijn gecompliceerde relatie met Alexander.

## Het leven van Cleitus de Zwarte
Over het leven van Cleitus is weinig gekend, onder andere zijn geboortedatum. Er wordt gespeculeerd dat hij ouder was dan Alexander gezien hij voor Alexander trouw was aan Philippus II van Macedonië, de vader van Alexander de Grote. Dropidas, de vader van Cleitus de Zwarte, had naast hem nog een dochter genaamd Lanice. Zijn familie was in goede termen met de jonge heerser, dit legde waarschijnlijk de basis voor de vriendschap die Cleitus zou hebben met Alexander en de promoties die hij later in zijn leven zou krijgen.
Cleitus vocht mee in veel van de veldslagen van Alexander en tijdens de slag van Granicus, waar hij naast zijn koning vocht, redde hij zelfs zijn leven door de arm van een Perziër af te snijden die juist Alexander wou doden. Hierna kreeg Cleitus promotie na promotie. Waarschijnlijk deed de jonge heerser dit deels om zijn onderdaan te weerhouden van te veel invloed te krijgen en ook om de oudere krijgers, waarvan men denkt dat Cleitus deel van uitmaakte, tevreden te stellen.
Van deze promoties tot zijn dood is er weinig informatie over Cleitus. Dit is tot 328 v.C. toen op een banket een dronken Cleitus Alexander hevig begon te bekritiseren, dit incident eindigde met Alexander die een speer in het hart van Cleitus gooide. Er wordt geaccepteerd dat dit geen gepremediteerde actie was van de heerser, wel moet in gedachten gehouden worden dat er al een tijdje een ruzie aan de gang was tussen de twee en Cleitus een opvliegend karakter had ontwikkeld.

## Zijn relatie met Alexander de Grote
De relatie van Cleitus en Alexander de Grote was zéér bipolair, ze hadden enerzijds een goede relatie in de zin dat hun families goed overeen kwamen. Lanice, de zus van Cleitus was bijvoorbeeld een geliefde verpleegster van de koning. Hiernaast heeft Cleitus het leven van Alexander gered op de slag van Granicus, hij kreeg verscheidene promoties van zijn vriend en heerser (alhoewel dit waarschijnlijk was om te vermijden dat zijn commandanten zich tegen hem zouden keren).
Op het andere eind van het spectrum was hun relatie ook disfunctioneel en gevuld met ruzies en wantrouwen. Alexander was geen vertrouwensvol persoon. Hij was er steeds van overtuigd dat er een complot tegen hem opgezet werd. Complotten die in werkelijkheid niet bestonden. Vele van de acties die beïnvloed waren door deze paranoïa (zoals de executie van Philotas) zorgden voor ontevredenheid bij de onderdanen van de koning.
Een grote factor in de ontevredenheid van Cleitus ten opzichte van Alexander was Philippus II, de vader van Alexander de Grote, de generaal was voor het reizen aan de macht van de jonge heerser een soldaat onder Philippus. Hij had respect voor die laatste, dit en het constant aannemen van niet-Hellenistische culturen door Alexander zorgde voor een bittere Cleitus. Tijdens hun ruzie vergeleek Cleitus Alexander met zijn vader en probeert hij hiermee de misstappen van zijn koning aan te kaarten, wat aantoont dat Cleitus meer respect had voor de oude koning zoals andere veteranen onder Alexander. Alhoewel de vergelijking van de twee legitiem is, is ze ironisch omdat over de vader en de zoon gezegd werd dat ze op elkaar leken.

## De dood van Cleitus
In 328 v.C. hield Alexander een banket in de stad Maracanda. De leider en zijn commandanten waren dronken. Tot dusver was het toegestaan om kritiek te geven op de werkwijze van Alexander. Hier waren de omstandigheden anders. Er was al een bestaande ruzie tussen Cleitus en zijn generaal. Toen Cleitus toen zijn mond opende en Alexander bekritiseerde op verscheidene punten, hij zei zo dat Alexander al zijn overwinningen aan anderen te danken had en vergeleek de leider met zijn vader. Alexander greep in volle woede zijn zwaard waarna bewakers hem tegenhielden en Cleitus buiten de zaal werd gehaald. Later kwam Cleitus terug met meer beledigingen waarop de koning antwoordde door een speer door zijn hart te gooien.